# First Man (canción)
«First Man» es una canción de la cantante cubanomexicana Camila Cabello de su segundo álbum de estudio Romance (2019), en el que aparece como la decimocuarta y última canción. Fue escrita por Cabello, Jordan Reynolds y Amy Wadge, bajo la producción de Reynolds y Finneas. Alcanzó el número 94 en el Billboard Hot 100 de Estados Unidos, después de su actuación en vivo en la 62a entrega de los Premios Grammy. Se publicó como el séptimo sencillo del álbum el 21 de junio de 2020, junto con el lanzamiento de su vídeo musical.

## Antecedentes y composición
La versión original que se filtró en octubre de 2018, la cual incluía cadenas en el instrumental. El primer fragmento etiquetado de la demostración se filtró el 6 de octubre de 2018. Más tarde, el 14 de octubre, se filtraron dos fragmentos en YouTube, el 8 de noviembre, la demostración se filtró en SoundCloud. El tema fue confirmado con la lista de canciones del álbum el 29 de noviembre de 2019. Fue escrita por Camila Cabello, Jordan Reynolds y Amy Wadge. Con una duración de tres minutos y cuarenta y nueve segundos, «First Man» es una balada de piano pop rock. Cabello habla en esta canción sobre su relación con su padre.

## Presentaciones en vivo
El 2 de noviembre de 2019, interpretó la canción en New Music Daily Presents: Camila Cabello, un show especial en vivo del New Music Daily de Apple Music en el corazón de Los Ángeles, el día en que se celebraba el lanzamiento de su álbum Romance. Interpretó el tema en la ceremonia de los 62a Premios Grammy que tuvo lugar en el Staples Center de Los Ángeles el 26 de enero de 2020.

## Rendimiento comercial
Justo un día después de su presentación en los Grammy, las ventas de «First Man» ya habían aumentado en más del 68.000%, y eso aumentó a más del 81.000% un día después. En esos dos días, la pista vendió más de 11.000 copias. El corte también fue la cuarta canción más escuchada el día después de los Grammys. La pista acumuló 1,4 millones de transmisiones en las 24 horas posteriores a un aumento del 890%. En los Estados Unidos, debutó en el número 94 en el Billboard Hot 100, convirtiéndose en la 16a entrada en la carrera de Cabello en la lista. En Nueva Zelanda, la canción alcanzó el número 34 en la lista Hot Singles.

## Posicionamiento en listas
| Listas (2020)                      | Mejor posición |
| ---------------------------------- | -------------- |
| Canadá (Digital Songs Singles)     | 15             |
| Estados Unidos (Billboard Hot 100) | 94             |
| Estados Unidos (Digital Songs)     | 6              |
| Nueva Zelanda Hot Singles (RMNZ)   | 34             |